# Leprozerie
Een leprozerie, leprakolonie, melaatsenkolonie, melaatsenhuis, of leprozenhuis, is een inrichting (een speciaal soort ziekenhuis) voor lepralijders, waar zij geïsoleerd werden gehouden van de rest van de bevolking, om te voorkomen dat anderen zouden worden besmet met lepra.
In de middeleeuwen, vooral na de kruistochten, werden er overal in West-Europa veel van deze inrichtingen gebouwd, die meestal buiten de stadsmuren kwamen te staan. Volgens de geschiedschrijver Mattheus Paris, die in de tweede helft der 13e eeuw leefde, waren er in zijn tijd zo'n 1900 leprozenhuizen in de westerse wereld.

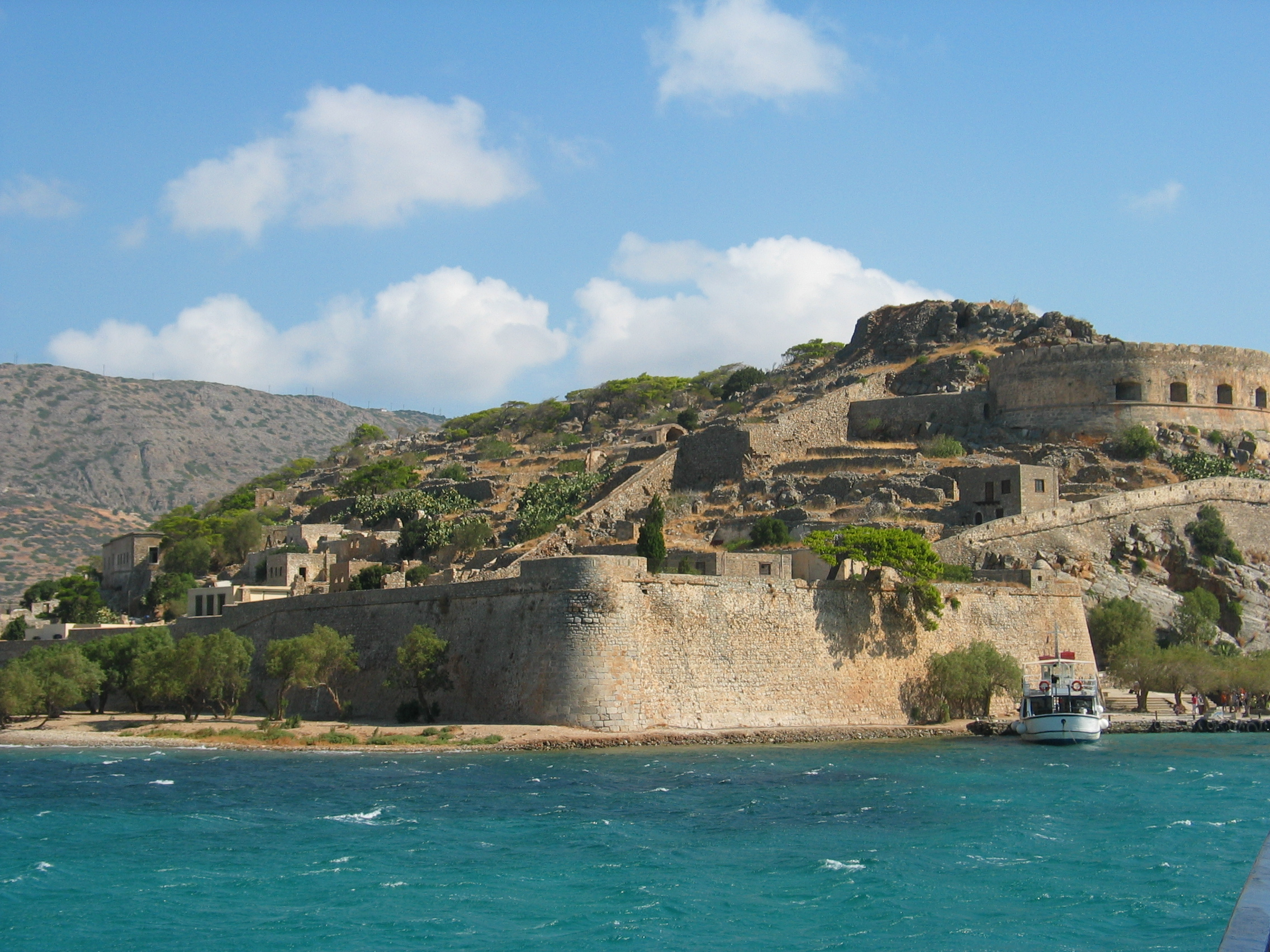
Spinalonga op het Griekse eiland Kreta, een van de laatste leprozerieën van Europa, werd gesloten in 1957.

## Nederland
Van de leprozerieën uit de middeleeuwen is nog maar weinig terug te vinden. Volgens archieven zijn er in Nederland leprakolonies geweest in Alkmaar, Amersfoort, Amsterdam, Arnhem, Bergen op Zoom, Breda, Brielle, Brouwershaven, Delft, Deventer, Dordrecht, Eindhoven, Gorinchem, Gouda, 's-Gravenhage, Groningen, Haarlem, Harderwijk, Hattem, 's-Hertogenbosch, Heusden, Hoorn, IJsselstein, Kampen, Katwijk aan den Rijn, Kuilenburg, Leeuwarden, Leiden, Maastricht (Scharnerweg), Middelburg, Naarden, Nijmegen, Oudewater, Oldenzaal, Rotterdam, Schiedam, Schoonhoven, Sneek, Steenwijk, Tiel, Utrecht, Veere, Venlo, Wijk bij Duurstede, Zierikzee, Zutphen en Zwolle. 
In de 17e eeuw nam het aantal leprapatiënten af. Na het verdwijnen van lepra werden veel leprozerieën in Nederland in gebruik genomen als weeshuis of bejaardentehuis. De leprozerie van Haarlem heette 'het Dolhuys' en was tevens een psychiatrische inrichting. De laatste oude leprozerie in Nederland werd gesloten in 1672 te Leeuwarden. In 2007 zijn in Harderwijk nog de fundamenten van een leprozerie uit 1350 opgegraven. Voor zover bekend is dit de enige archeologische vondst in Nederland van een leprozerie.
In veel steden herinneren straatnamen als Lazarusstraat of Lasarijstraat (onder andere in Gouda, Etten-Leur en Middelburg) aan de plaats van de voormalige leprozerieën. Het lazaruspoortje in Gouda fungeerde als toegangspoort tot een voormalige leprozerie. In Den Haag herinnert de straatnaam Zieken aan een vroegere leprozerie. Het Waterlooplein in Amsterdam heette, voor de demping rond 1880, Leprozengracht. In (Nederlands) Limburg werd wel de naam Blaethuis gebruikt, een afleiding van Melatenhuis. 
In de 19e en 20e eeuw was lepra nog altijd virulent in de Nederlandse koloniën. Uit schrik voor herintroductie van deze ziekte in Nederland werd in 1845 in Veenhuizen een leprozerie voor oud-kolonialen ingericht. Deze functioneerde tot 1886. In 1914 werd de moderne leprozerie Heidebeek in Heerde gesticht, een opvang van leprapatiënten uit Nederlands Oost-Indië, Suriname en de Antillen. Begin jaren vijftig verbleven in Heidebeek veel uit intussen onafhankelijk Indonesië afkomstige Molukkers met lepra.

## Suriname
In de voormalige Nederlandse kolonie Suriname bevonden zich in totaal 6 melaatsenafzonderingsoorden of leprozerieën, waarvan de laatste pas werd gesloten in 1972:
- Voorzorg 1791-1823
- Batavia 1823-1896
- Gerardus Majella 1895-1964
- Groot Chatillon 1896-1972
- Bethesda 1899-1933 / Nieuw Bethesda 1933-1964

Zie ook
- Trefuskoro 1931-1958 (een polikliniekschool)
- Esther Stichting 1952-heden (voor ex-leprapatiënten)

## België
In België wijzen straten met namen als Leprozerijstraat, Lazarijstraat of Rue de la Maladrerie (Maladrie) op een vroegere leprozerie, zoals in Boechout, Dendermonde, Diest, Doornik (Tournai), Geldenaken (Jodoigne), Hasselt, Herk-de-Stad, Moeskroen (Mouscron), Oudenaarde, Tienen, Frameries en La Louvière (beide in Henegouwen). De statuten van de leprozerie van Gent is de oudste, in het origineel overgeleverde niet-literaire tekst in het Middelnederlands.
De priorij Terbank in Leuven was een rechtbank om te oordelen of iemand lepra had of niet. Verder zijn er in België veel verwijzingen naar pater Damiaan die in de 19e eeuw overzee actief was in de leprazorg.

## Leprozerieën en lepramusea in andere landen

### Duitsland
In het uit de veertiende eeuw daterende "Leprosorium Kinderhaus" in Münster is het Duitse Lepramuseum gevestigd, waarvan de website een uitgebreid overzicht geeft van 'alle' leprozerieën in Duitsland. In het Duitse taalgebied werden melaatsen 'Gutleut' genoemd omdat hun nood aan weldoeners de mogelijkheid bood om door middel van goede werken een plaats in de hemel te verdienen. In het Akense stadsdeel Laurensberg ligt het landgoed Melaten, waar vanaf de 12e eeuw een leprozerie en leprozenkerkhof was gevestigd. In Keulen werd de leprozerie Hof Melaten genoemd. De vlakbij gelegen Melaten-Friedhof is nog steeds in gebruik en is de grootste begraafplaats van de stad.

### Frankrijk
In het dorpje Saint-Yon ten zuiden van Parijs ligt aan de weg D26 de oude, nog gave leprozerie La Madeleine, gesticht in de tijd van Lodewijk XIV (17e eeuw), nu in gebruik als pension en boerderij. Leprozerieën werden in Frankrijk vaak La Madeleine (naar Maria Magdalena) of Saint-Lazare (naar Lazarus) genoemd.

### Griekenland
Het kleine eiland Spinalonga voor de kust van Kreta was tot 1957 in gebruik als leprozerie. De roman The Island (2005) van Victoria Hislop speelt zich af op Spinalonga. Tegenwoordig is het een toeristische attractie.

### Verenigd Koninkrijk
In Taunton, hoofdplaats van het Engelse graafschap Somerset, is een leprozerie uit de 12e-13e eeuw als museum ingericht. In Harbledown, een dorpje bij Canterbury is nog steeds de kerk te vinden van het voormalige St. Nicholas Hospital uit de 11e eeuw. De houten huisjes zijn in de 17e eeuw (na het verdwijnen van de lepra) vervangen door stenen armenhuisjes, maar nog steeds ademt het complex de sfeer van een historisch lepradorp.

### Noorwegen
In Noorwegen bleef lepra tot in de 19e eeuw endemisch aanwezig. Er werd dan ook uitgebreid onderzoek naar gedaan. In het St.George Leprahospitaal in Bergen is thans een lepramuseum gevestigd. Hier ontdekte Armauer Hansen in 1873 de leprabacterie. Hoewel er al vanaf 1916 medicijnen op de markt kwamen, zou het nog honderd jaar duren vooraleer een echt effectieve behandeling van lepra mogelijk werd (d.w.z. het stoppen van de bacterie; de verminkingen blijven). 

### Spanje
In Fontilles in Alicante wonen nog enkele tientallen lepra-patiënten in een voormalige leprozerie, die nu als verzorgingshuis fungeert dat wordt geleid door franciscaner nonnen.

### Roemenië
In Tichileşti wonen nog enkele lepra-patiënten in een leprozerie.

### Japan
De 14 leprozerieën in Japan zijn alle omgevormd tot moderne verzorgingshuizen (lepra-sanatoria), waar oud-leprapatiënten worden verpleegd. De gemiddelde leeftijd van de bewoners is 83 jaar (2014). 

### Landen in tropisch gebied
In de tropen komt nog veelvuldig lepra voor en daar zijn soms hele dorpen als leprozerieën ingericht. Met de voortschrijdende medische kennis, nieuwe medicijnen en betere zorg gaat men er steeds meer toe over lepralijders via ambulante zorg te behandelen en ze niet meer geheel van de buitenwereld te isoleren. Omdat er nog veel vooroordelen bestaan ten aanzien van lepra worden echter nog steeds veel leprapatiënten uitgestoten uit hun gemeenschap en rest hun niets anders dan samen met lotgenoten in een lepradorp te wonen. Ook oudere leprapatiënten, die vaak al gehandicapt raakten voordat de medicijnen voor lepra werden ontwikkeld, wonen vaak nog in voorzieningen rondom (lepra)ziekenhuizen, zoals in de Mercy Homes van Leprazending in India, die steun genieten van de gespecialiseerde ngo Damiaanactie.
Door het werk van Pater Damiaan werd de melaatsenkolonie op de landtong Kalaupapa van het eiland Molokai in Hawaï wereldwijd bekend.

## Wetenswaardigheden
- Het woord 'Lazaret' voor een veldhospitaal werd van oorsprong gebruikt voor een leprozerie. De naam 'Lazaret' is afkomstig van Lazarus, van wie (in de Middeleeuwen) werd gedacht dat hij aan lepra leed. In de West-Europese cultuurgeschiedenis wordt vaak het woord 'melaatsheid' gebruikt.
- De Nederlandse schilder Jan de Bray (ca. 1627-1697) heeft twee portretgroepen van regenten en regentessen van het leprozenhuis van Haarlem geschilderd, te zien in het Frans Hals Museum. Ferdinand Bol (1616-1680), een andere Nederlandse schilder, was aan het einde van zijn leven regent van het Amsterdamse leprozenhuis.
- Het voormalige Dolhuys in Haarlem is thans een museum gewijd aan de psychiatrie.[4]